# Ubådsbunker
En ubådsbunker er en type ubådsbase, der fungerer som en bunker til at beskytte ubåde mod luftangreb.
Betegnelsen bruges generelt om de ubådsbaser, der blev opført under anden verdenskrig, især i Tyskland.
Tyskerne opførte ubådsbunkere i Tyskland og besatte områder i Frankrig og Norge.

## Historie
Nogle af de første former for beskyttelse til ubåde var åbne shelters med delvist træfundament, som blev opført under første verdenskrig. Disse konstruktioner blev bygget på et tidspunkt, hvor bomber var så lette, at de kunne kastes med hånden fra cockpittet. I 1940'erne var kvaliteten af luftbårne våben og midlerne til at levere dem blevet markant forbedret.
I midten af 1930’erne begyndte Søværnets Bygningskontor i Berlin at tage problemet alvorligt. Forskellige fraktioner i flåden var overbeviste om, at der var behov for beskyttelse af den voksende U-bådsstyrke. Et Royal Air Force (RAF) angreb på hovedstaden i 1940, besættelsen af Frankrig og Storbritanniens afvisning af at overgive sig, udløste et omfattende byggeprogram af ubådsbunkere og beskyttelsesrum mod luftangreb.
I efteråret 1940 var byggeriet af "Elbe II"-bunkeren i Hamburg og "Nordsee III" på øen Helgoland i gang. Andre fulgte hurtigt efter.
Det blev snart erkendt, at et så omfattende projekt lå ud over Kriegsmarines kapacitet, og Organisation Todt blev involveret for at overtage administrationen af arbejdskraften. Den lokale forsyning af materialer som sand, grus, cement og tømmer var ofte en kilde til bekymring. Det nødvendige stål blev for det meste importeret fra Tyskland. Befolkningernes holdning i Frankrig og Norge var markant forskellig. I Frankrig var der generelt ingen problemer med at rekruttere arbejdskraft og skaffe maskiner og råmaterialer. De lokale norske befolkninger var langt mere tilbageholdende med at hjælpe tyskerne. Faktisk måtte størstedelen af arbejdskraften hentes ind udefra. Det udvalgte terræn til bunkerbyggeri var heller ikke til nogen hjælp: da det som regel lå for enden af en fjord, måtte fundamenter og sokler hugges ud i granit. Der skulle også overvindes flere meter slam. En stor del af den nødvendige arbejdskraft bestod af tvangsarbejde, især fanger fra koncentrationslejre, som blev leveret af Schutzstaffel fra lejre nær bunkerne.
De uophørlige luftangreb forårsagede alvorlige forstyrrelser i projektet, idet de hæmmede forsyningen af materialer, ødelagde maskiner og chikanerede arbejderne. Maskineri som gravemaskiner, pælehammere, kraner, projektører og betonkanoner (som stadig var en relativt ny teknologi i 1940’erne) var upålidelige, og i tilfælde af dampdrevne maskiner også meget støjende.
Bunkerne skulle kunne rumme mere end blot undervandsbåde; der skulle findes plads til kontorer, medicinske faciliteter, kommunikationsrum, toiletter, generatorer, ventilationsanlæg, luftværnskanoner, beboelse for nøglepersonel såsom besætningsmedlemmer, værksteder, vandrensningsanlæg, elektrisk udstyr og faciliteter til radiotest. Der var også behov for lagerrum til reservedele, sprængstoffer, ammunition og olie.